# 新谷さや香
新谷 さや香（しんたに さやか）は、日本の女性声優、歌手、舞台女優。

## 経歴
- 1999年は声優ユニット「KiraKira☆メロディ学園」1期生などに参加していた。サブユニット「Heart♥Chu」、「メロメロメロン」の一員としても活躍。
- 現在、都内ライブハウスにて、毎月ライブに出演中。

## 出演

### ゲーム
- KONOHANA:TrueReport（2001年、藤崎双葉）
- チョコレート♪キッス（2002年、九条御子）
- JOCKEY'S ROAD（2002年、伊奈みどり）
- 九龍妖魔學園紀（2004年 - 2006年、小夜子）- 2作品

### ドラマCD
- KiraKiraメロディ学園 ドラマCD 1（2000年、新谷さや香）

### 舞台
- Fresh Men produce vol.2「 "SONGS on a CHAIR"」（2003年、主演・武者小路あかね）

### Web番組
- 新谷さや香のSAYAKA.TV （2004年〜2005年）

## ディスコグラフィ

### シングル
| 枚  | 発売日 | タイトル                   | 規格品番 | 最高位 |
| --- | ------ | -------------------------- | -------- | ------ |
| 1st |        | one way love               |          |        |
| 2nd |        | Over the Stars☆星の彼方で☆ |          |        |

### 参加作品
- ウルトラマンコスモス COMPLETE SONG COLLECTION（2011年07月20日）